# Варлаам Печерский
Варлаа́м Пече́рский — православный святой XI века. Был первым игуменом Киево-Печерской лавры. Память совершается (по юлианскому календарю) 2 декабря (19 ноября по ст. ст.) и 28 сентября (Собор преподобных отцов Киево-Печерских Ближних пещер).
Варлаам был сыном одного из бояр князя Изяслава Ярославича (в Патерике Печерском указывется, что он был сыном Яна Вышатича и жены его Марии). Склонный к монашеской жизни, подвизался в киевских пещерах вместе с преподобными Антонием и Феодосием. После того как монашеская община разрослась, Варлаам был преподобным Антонием поставлен игуменом монастыря. При прп. Варлааме была построена первая надземная церковь Киево-Печерского монастыря во имя Пресвятой Богородицы, что изображает одна из миниатюр Радзивилловской летописи.
Позднее князь Изяслав (в крещении Димитрий) поставил Варлаама игуменом монастыря в честь своего покровителя — святого Димитрия.
В 1064 году первый игумен Киево-Печерского монастыря Варлаам основал на северном полуострове Корецкого тригорья женскую обитель, которая стала называться Корецким Благовещенским девичьим монастырем. Предположительно это самый первый женский монастырь на территории Киевской Руси. В XIII веке монастырь разорили орды хана Батыя, потом он был отстроен заново, получив мощные оборонные стены.
Родословную преподобного Варлаама связывают с Малковичами — наследниками Малка Любчанина — деда Святого Владимира по матери Малуше.
Преподобный Варлаам много путешествовал к святым местам, посещал Иерусалим, привозя из поездок множество церковной утвари и всего необходимого для монастырской жизни.
Незадолго до смерти Варлаам посетил Константинополь и на обратном пути скончался в городе Владимире-Волынском. Известие Киево-Печерского патерика о маршруте Варлаама окрестностями Владимира и Зимненского монастыря на Волыни, названых в тексте «страной своей», рассматривают указанием о посещении родимых мест. С родиной святого связывают имения в соседних Будятичах, Нискиничах и Калусове. Перед смертью преподобный Варлаам завещал спутникам тело его отнести в Киево-Печерский монастырь, а все иконы и всё, что он купил, передать преподобному Феодосию, что и было выполнено.
По данным карт «Тератургимы» на 1638 год, местоположение мощей подвижника — правая сторона подземной Введенской церкви Ближних пещер. Согласно более поздним картам «Патерика» 1661 года и И. Гербиния (1675), они были помещены в отдельную усыпальницу неподалёку.
По данным карты 1703 года на месте указанной усыпальницы находилась уже подземная церковь преподобного Варлаама, игумена Печерского, мощи подвижника покоились в ней. При входе в храм находится вмонтированный в пещерную стену камень, надпись на котором гласит, что церковь устроена «на желание иждивительное первее архимандрита Печерского, потом же митрополита Киевского, преосвященнаго Варлаама Ясинского, при настоятельстве по нем архимандрита Мелетия Вуяхевича» в 1691 году.
В нынешнее время мощи преподобного Варлаама почивают на левой стороне подземной церкви прп. Варлаама, игумена Печерского в Ближних пещерах Киево-Печерской Лавры.